# Les Grimaces
Les Grimaces est un hebdomadaire, petit format et à couverture de feu, qui a paru du 21 juillet 1883 au 12 janvier 1884. Le rédacteur en chef en était l’écrivain Octave Mirbeau et le gérant Louis Grégori. 
Y collaboraient également Paul Hervieu, Alfred Capus et Étienne Grosclaude. Les fonds du journal étaient fournis par Edmond Joubert, vice-président de la Banque de Paris et des Pays-Bas, qui a mis rapidement fin à l’expérience, sans doute parce que Mirbeau ne lui semblait pas assez docile ou que ses appels à l'émeute sanglante étaient devenus trop dangereux. 
Certains articles de Mirbeau pataugent dans l'antisémitisme. Quelques-unes des plus célèbres chroniques politiques de Mirbeau seront publiées en 1928, chez Flammarion, sous le titre Les Grimaces et quelques autres chroniques. Les articles ayant trait à la littérature ont été recueillis dans ses Combats littéraires (L'Âge d'Homme, 2006).

## Un organe de combat
Pour Octave Mirbeau, Les Grimaces est avant tout un organe de combat contre les opportunistes au pouvoir, qu’il accuse d’être « une bande de joyeux escarpes » qui ont fait main basse sur la France. Dans son « Ode au choléra », qui ouvre le premier numéro, à défaut de « l’émeute libératrice », il en appelle au choléra vengeur, « notre dernier sauveur », pour débarrasser le pays de « la horde de bandits qui déshonorent la France ». Ce faisant, il sait qu’il peut toucher un très vaste public : aussi bien des lecteurs de gauche et d’extrême gauche, qui saluent une œuvre de salubrité publique, que des monarchistes de toutes obédiences, qui apprécient un organe perçu comme anti-républicain.
Mirbeau conçoit son hebdomadaire comme un moyen privilégié de faire éclater les scandales étouffés par une presse complaisante ou vénale, et de démasquer les puissants en révélant les hideux ressorts de leurs âmes, derrière leurs avantageuses « grimaces » de respectabilité — terme emprunté à Pascal pour désigner tout ce qui vise à frapper et duper l’imagination des faibles. Cette mise à nu, Mirbeau ne cessera de la poursuivre dans toute son œuvre littéraire à venir, notamment dans Le Journal d'une femme de chambre.

## L’antisémitisme
Les Grimaces comportent nombre d’articles antisémites, particulièrement en 1883, qui ont contribué à ternir l'image d'Octave Mirbeau et qu'il ne s'est jamais pardonnés. Il fera un premier et modeste mea culpa un an plus tard, le 14 janvier 1885, dans « Les Monach et les Juifs », et un deuxième, le 15 novembre 1898, au cours de l'affaire Dreyfus, dans « Palinodies ! » (recueilli dans L'Affaire Dreyfus). 
Ce qui est le plus choquant, dans ces pages affligeantes, c'est la reprise de stéréotypes racistes développés par Alphonse Toussenel dans Les Juifs, rois de l'époque : histoire de la féodalité financière (1847), et qui seront popularisés par Édouard Drumont dans La France juive (1886). C'est d'ailleurs un proche de Drumont, Louis Grégori, qui est l'administrateur des Grimaces.
Sans justifier en aucune manière l'antisémitisme de ces articles, il convient toutefois de les situer dans leur contexte historique :
- D'une part, l'antisémitisme est, à cette époque, très généralement répandu. Non seulement à droite et à l’extrême droite, catholique et nationaliste, mais aussi à gauche et à l’extrême gauche, où il rime bien souvent avec anticapitalisme et anti-oligarchie. Comme beaucoup, le jeune Mirbeau a donc subi l'influence de cet antisémitisme ambiant.
- D'autre part, pour le banquier commanditaire des Grimaces, l’antisémitisme est une arme dans la lutte menée contre la banque Rothschild, que l’on accuse alors à tort d’être responsable du krach, tout récent (janvier 1882), de la banque catholique l'Union générale (fondée justement pour lutter « contre les banques juive et protestante »[3]).
- Octave Mirbeau n'est pas encore, à l’époque, totalement maître de sa plume : il n’est encore qu’un de ces « prolétaires de lettres » qu'il appelle précisément, dans Les Grimaces du 15 décembre 1883, à « serrer leurs rangs et poursuivre sans trêve leurs revendications contre les représentants de l'infâme capital littéraire ».

Néanmoins, malgré ce contexte historique imprégné d'antisémitisme (dont le préjugé diffère peu des périodes précédentes), des auteurs contemporains de Mirbeau ne s'y sont pas tous fourvoyés.

## Citations
- « Les Grimaces seront très antirépublicaines et très antijuives. Cela va ronfler… »[4]

- « À travers ces pages, tu verras grimacer tout ce faux monde de faiseurs effrontés, de politiciens traîtres, d’agioteurs, de cabotins et de filles, toutes ces cupidités féroces, qui te volent non seulement tes écus, mais jusqu’à ta virilité, jusqu’à ta nationalité, jusqu’à ton amour de la Patrie. L’heure est sombre. Il faut lutter – ou tomber. Les Grimaces paraissent pour donner le signal du branle-bas ! » (affiche de lancement des Grimaces, juillet 1883).

- « Les juifs, qui se rendent parfaitement compte de la répugnance qu’ils inspirent, dissimulent volontiers leur tare originelle, et facilement entrent dans des métiers et des professions d’apparence noble, où ils espèrent cacher à jamais les tendances et les fatalités de leur race. Ils se sont rués sur le théâtre, poussés par leur désir du gain et aussi par cette idée qui leur fait considérer les professions qui ne dérivent ni de la Bourse, ni de la Banque, comme une sorte d’affranchissement, d’anoblissement..., ils suivent, d’un œil bordé de rouge et d’un doigt crochu, des opérations véreuses et lucratives... Malheureusement ce ne sont pas les juifs qui se sont haussés jusqu’à la littérature ; c’est elle qu’ils ont abaissée jusqu’au niveau de leurs comptoirs. Ils l’ont mise dans la même balance où ils pèsent leurs pièces d’or, et ils la traînent dans les mêmes trafics et les mêmes spéculations sordides » (Les Grimaces, 3 novembre 1883)[5].